# Kelan
Kelan (chinesisch 岢岚县, Pinyin Kělán Xiàn) ist ein chinesischer Kreis der bezirksfreien Stadt Xinzhou in der Provinz Shanxi. Die Fläche beträgt 1.989 Quadratkilometer und die Einwohnerzahl 69.324 (Stand: Zensus 2020). 1999 zählte Kelan 76.599 Einwohner.

## Administrative Gliederung
Auf Gemeindeebene setzt sich der Kreis aus zwei Großgemeinden und zehn Gemeinden zusammen.